# Thinking of a Place
"Thinking of a Place" is een nummer van de Amerikaanse band The War on Drugs. Het nummer verscheen op hun album A Deeper Understanding uit 2017. Op 22 april van dat jaar werd het nummer uitgebracht als de eerste single van het album.

## Achtergrond
"Thinking of a Place" is, net zoals de meeste nummers van The War on Drugs, geschreven en geproduceerd door zanger, gitarist en toetsenist Adam Granduciel. Met een duur van elf minuten en veertien seconden is het het langste nummer op hun vierde studioalbum A Deeper Understanding. Het nummer speelt zich af rond de Little Bend, een sectie van de rivier Missouri ten noorden van Pierre, de hoofdstad van de Amerikaanse staat South Dakota. De zanger ontmoette hier in het verleden een vrouw met wie hij veel plezier had, maar inmiddels uit zijn leven is verdwenen. De lengte van het nummer kwam tot stand doordat Granduciel een drumritme loopte, lang dezelfde akkoorden speelt en hierbij improviseert. Na ruim vier minuten stopt Granduciel met zingen en lijkt het nummer te eindigen in een fade-out, maar later gaat de tekst toch weer verder.

## Hitlijst
Op 22 april 2017, na een periode van drie jaar zonder muziek te hebben uitgebracht, werd de single uitgegeven ter gelegenheid van Record Store Day. Ondanks de lengte werd het nummer een kleine hit in Vlaanderen met een 37e plaats in de Ultratop 50. In Nederland bereikte het de nummer -1-positie in de Graadmeter van Pinguin Radio.

## NPO Radio 2 Top 2000
In 2017 kwam het nummer binnen op de zesde plaats in de Snob 2000. Een jaar later maakte het nummer de overstap naar de Radio 2 Top 2000, waar het binnenkwam op plaats 1041. In 2022 bereikte het de tot dan toe hoogste positie: 594. In 2024 haalde het Under the Pressure in en werd het het hoogst genoteerde nummer van The War on Drugs op plaats 489.

| Nummer met noteringen in de NPO Radio 2 Top 2000 | '18  | '19 | '20 | '21 | '22 | '23 | '24 |
| ------------------------------------------------ | ---- | --- | --- | --- | --- | --- | --- |
| Thinking of a Place                              | 1041 | 956 | 764 | 657 | 594 | 590 | 489 |

1. ↑  Een vetgedrukt getal geeft de hoogste notering aan.
2. ↑  2018 was het eerste jaar met een notering voor dit nummer.